# Ladislav Vlašić
Ladislav Vlašić (Banja Luka, 17. siječnja 1900. – 1989.), primarijus,  istaknuti hrvatski katolički laik, ugledni liječnik iz Osijeka

## Životopis
Rođen u Banjoj Luci. Školovao se skupa s Ivanom Merzom, u realci, gdje im je profesor bio Ljubomir Maraković.    1918. i 1919. Stjepan Radić je poslao mnogo mladih intelektualaca, svojih pristaša, slobodnih zanimanja, u Bačku, gdje su se predano pridružili radu bačkih Hrvata u Subotici, Somboru i drugim mjestima. Stigli su Mihomil Katanec, Ladislav Vlašić, Vinko Žganec, Stjepan Grabić, Dragan Mrljak, Miroslav Mažgon i drugi. Stigli su neposredno nakon sklopljenog primirja. U Suboticu su stigli Mihovil Katanec, Dragan Mrljak, Matej Jankač, Marin Juras, I. Šercer i dr.; Ladislav Vlašić bio je dio grupe koja je došla u Sombor; Vinko Žganec, I. Škrabalo i drugi. Njihova djelatnost i nacionalno-integracijska Katoličke Crkve pridonijela je snažnom jačanju hrvatske nacionalne svijesti među kulturnim, vjerskim i političkim čelnicima bunjevačkih Hrvata. Bio je odbornik prve uprave Hrvatske kulturne zajednice u Subotici, izabrane na osnivačkoj skupštini 15. kolovoza 1936. godine. Supotpisnik je pravila novoosnovanog HKUD Vladimir Nazor iz Sombora,  17. siječnja, 11. lipnja i 19. rujna 1937. godine, a s njime su pravila potpisom potvrdili Stipan Bogdan, Josip Krajninger, Grga Pekanović, Antun Matarić, Franja Strilić, Franjo Matarić, Šima Karas, Josip Tumbas i Stipan Periškić.
Ratne okolnosti dovode ga u Hrvatsku. Veljače 1942. osnovana su opunomoćeništva Liječničke komore NDH koje su bile organizirane prema novom teritorijalnom ustroju. Ladislav Vlašić bio je opunomoćenik Liječničke komore, a zamjenik mu je bio Ibrahim Dedić (Dadić).

Vlašić je bio tijekom drugog svjetskog rata bio upravnik bolnice u Banjoj Luci. 
Poslije živio u Osijeku u Vlahovićevoj 10. 1974. bio je saslušan kao svjedok u postupku kanonizacije bl. Ivana Merza. Za školskog kolegu Merza rekao je "Mladi, ugledajte se u njega i neka vam on bude putokaz u vašem životu!" (Susreo sam sveca, Osijek, 1973.).